# Hyloxalus faciopunctulatus
Hyloxalus faciopunctulatus es una especie de anfibio anuro de la familia Dendrobatidae.

## Distribución geográfica
Esta especie es endémica del departamento de Amazonas en Colombia. habita entre los 40 y 150 m de altitud. 
Su presencia es incierta en Perú y Brasil.

## Descripción
Los machos miden de 21.20 a 23.70 mm y las hembras de 22.75 a 25.25 mm.

## Publicación original
- Rivero, 1991 : New Colostethus (Amphibia, Dendrobatidae) from South America. Breviora, n.º 493, p. 1-28[5]